# Palmarito, Veracruz
Palmarito är en ort i Mexiko.   Den ligger i kommunen Tezonapa och delstaten Veracruz, i den sydöstra delen av landet, 280 km öster om huvudstaden Mexico City. Palmarito ligger 127 meter över havet och antalet invånare är 176.
Terrängen runt Palmarito är kuperad åt nordost, men åt sydväst är den platt. Runt Palmarito är det ganska tätbefolkat, med 116 invånare per kvadratkilometer. Närmaste större samhälle är Cosolapa, 11,7 km norr om Palmarito. Omgivningarna runt Palmarito är en mosaik av jordbruksmark och naturlig växtlighet.